# Mihai Elin
Mihai Elin este pseudonimul lui Mihai Egli (n. 24 februarie 1941, Brașov, România – d. 31 ianuarie 2010) a fost un poet și traducător român.

## Biografie
Mihai Elin a fost fiul Floricăi, născută Vasilcoi, și al lui Ioan Egli, muncitori. Tatăl era de origine germană și provenea dintr-o familie de țărani din Maramureș. La sfrșitul celui de Al doilea Război Mondial a fost trei ani deportat în Uniunea Sovietică. Elin a urmat Liceul „Andrei Șaguna" din Brașov în perioada 1954 - 1959, după care a făcut la Universitatea din București, Facultatea de Limbi Străine, secția limba și literatura franceză între anii 1959 - 1964.
A debutat în 1960 cu poeme în revista „Luceafărul". Prima sa carte de versuri intitulată Treaz între două cadrane, a apărut  în 1968. A lucrat cu întreruperi în presă ca redactor la „Scânteia tineretului" în  perioada 1970 - 1971 și ca redactor la „Tribuna României" în anul 1989. Mulți ani și-a asigurat existența ca traducător din limba franceză, italiană, spaniolă, engleză și ca profesor de limbi străine. În ultimul deceniu al secolului al XX-lea a ocupat funcția de director al Editurii Agni. A colaborat cu mai multe reviste literare și cu predilecție cu revista „Luceafărul" în anii 1970 - 1980. La această revistă a publicat traduceri din poeți francezi și americani contemporani și din Dylan Thomas și T.S. Eliot.
Ca poet a fost mai puțin prolific, dar a fost remarcat de Gheorghe Pituț, Ioan Alexandru, George Alboiu și Mircea Ciobanu. A fost apreciat mai cu seamă patosul și seriozitatea liricii sale. A fost considerat ca un romantic întârziat dar și ca un antiromantic, dar sigur ca un inadaptat înclinat către lamentație. S-a apreciat spiritul lui modern care a pus luciditatea și trezia față în față cu visul și fantezia.
Criticii au găsit în lirica lui Mihai Elin elemente expresioniste. Tema timpului ocupă în poezia sa un loc central și preocuparea lui a fost de natură ontică, existențială, morală.

## Opera
- Treaz între două cadrane, București, 1968;
- Vremea călătoriilor, București, 1989.

## Traduceri
- 1971 - René Huyghe: Puterea imaginii, București;
- 1972 - Denise Aime-Azam: Patima lui Gericault, București;
- 1976 - Auguste Villiers de l'Isle-Adam, Viitoarea Evă, Editura Univers, București, prefață de Ion Hobana, 1976;[3]
- 1977 - Edmond About: Omul cu urechea ruptă, Cluj Napoca;
- 1995 - Richard Canal: Atac la I.A. Etoile, București;
- 1995 - Paola Giovetti: Straniu și inexplicabil, București;
- 1996 - Roberto Pinotti: OZN: Super-secret de stat?, București;
- 2003 - Giovanni Filoramo, Marcello Massenzio, Massimo Raveri, Paolo Scarpi: Manual de istoria religiilor, Editura Humanitas, București.[4]
- 2006 - Giovani Sartori: Homo videns. Imbecilizarea prin televiziune și post-gândirea, Editura Humanitas, București, 2006.[5]